# Clubiona mixta
Clubiona mixta är en spindelart som beskrevs av James Henry Emerton 1890. Clubiona mixta ingår i släktet Clubiona och familjen säckspindlar. Inga underarter finns listade i Catalogue of Life.